# 大地乡 (镇远县)
大地乡，是中华人民共和国贵州省黔东南苗族侗族自治州镇远县下辖的一个乡镇级行政单位。

## 行政区划
大地乡下辖以下地区：
大地方村、双坝村、岭岗屯村、河坝村和路腊村。